# Armstrong Whitworth A.W.16
O Armstrong Whitworth A.W.16 (ou A.W.XVI) foi um caça britânico biplano monomotor desenvolvido e construído pela empresa Armstrong Whitworth, o primeiro protótipo realizou o primeiro voo em 1930.

## Operadores
Taiwan
- Força Aérea Kwangsi

 Taiwan
- Força Aérea Nacionalista Chinesa